# Port d'Itajaí
 (mars 2021).
Le contenu est difficilement compréhensible vu les erreurs de traduction, qui sont peut-être dues à l'utilisation d'un logiciel de traduction automatique.
Le port de Itajaí est un port maritime brésilien, C'est le sixième port du Brésil en tonnage. Il est situé dans la ville de Itajaí, dans l'État de Santa Catarina. Le système d'accès terrestre au port est composé de BR-470, BR-101 et BR-486. En matière de manutention de conteneurs, c'est le deuxième plus grand port du Brésil; il mène le classement parmi les exportateurs de produits surgelés.

## Présentation
C'est le principal port de la région, étant le deuxième plus grand du pays pour la manutention de conteneurs, faisant office de port d'exportation. En tonnage (importé et exporté), il se classe en 2019 au sixième rang brésilien avec 43,2 millions de tonnes, derrière les ports privés ou autonomes de Ponta da Madeira, Tubarão, Tebig,  Santos et Paranaguá,  Ces dernières années, les principaux actifs gérés par le port d'Itajaí étaient le bois et ses dérivés, les poulets congelés (plus grand port d'exportation du Brésil), la céramique, le papier kraft,; les machines et accessoires, le tabac, les véhicules, les textiles, le sucre et la viande congelée. Dans les importations, les principaux produits sont les machines, les moteurs et les équipements,,.
Il est administré par la surintendance du port d'Itajaí, l'autorité municipale de la préfecture d'Itajaí. Sa zone d'influence est composée des États de Santa Catarina, Rio Grande do Sul, Paraná, Mato Grosso, Mato Grosso do Sul et São Paulo.
Il est situé sur la rive droite de la rivière Itajaí-Açu, à environ 3,2 km de son embouchure, sur la côte nord de l'état de Santa Catarina, en face du port de Navegantes.
Depuis le milieu du XIXe siècle, Itajaí disposait d'entrepôts pour la circulation des marchandises et, à partir de 1905, des études ont été développées pour définir l'emplacement de nouvelles installations portuaires. Le 17 juillet 1912, la construction d'un quai dans la partie sud de l'embouchure de la rivière Itajaí-Açu a commencé, suivie, à partir du 14 mai 1938, d'un second quai de 233 m. Par la suite, ce quai a été agrandi en 1950 et 1956, le portant à une longueur de 470 m, et quatre entrepôts ont été construits de 1950 à 1964, l'un d'entre eux pour le fret réfrigéré.
Par décret n ° 58 780 du 28 juin 1966, le Conseil d'administration du port d'Itajaí a été constitué, qui a remplacé l '«Inspection fiscale des ports de São Francisco do Sul et Itajaí», dans l'administration du Département national des ports. et voies navigables.
Avec la création de l'Empresa de Portos do Brasil S.A. (Portobrás), autorisée par la loi n ° 6 222 du 10 juillet 1975, l'entité qui lui est liée, l'administration du port d'Itajaí, a été créée. Avec l'extinction de Portobrás en 1990, l'administration du port a été transférée à la Companhia Docas do Estado de São Paulo (Codesp). Depuis le 2 juin 1995, par un accord de décentralisation, le port était administré par la municipalité d'Itajaí. Par la suite, au moyen d'un accord de délégation du 1er décembre 1997, entré en vigueur le 1er janvier 1998, la municipalité d'Itajaí a été confirmée comme autorité pour l'exploration du port, par l'intermédiaire de l'administration Hidroviária Docas Catarinense (ADHOC). Enfin, la loi municipale n ° 3 513 du 6 juin 2000 de la municipalité d'Itajaí, a transformé l'organe en une autarcie municipale, avec le nom de surintendance du port d'Itajaí pour administrer le port référé.

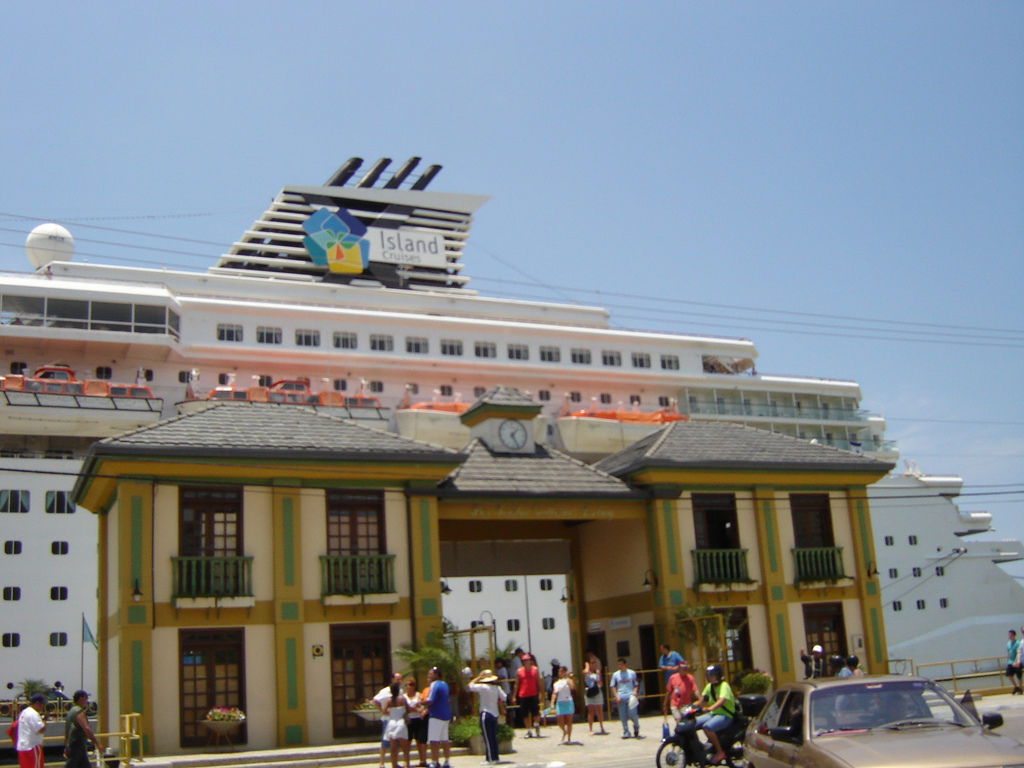
Jetée d'Itajaí avec bateau de croisière amarré

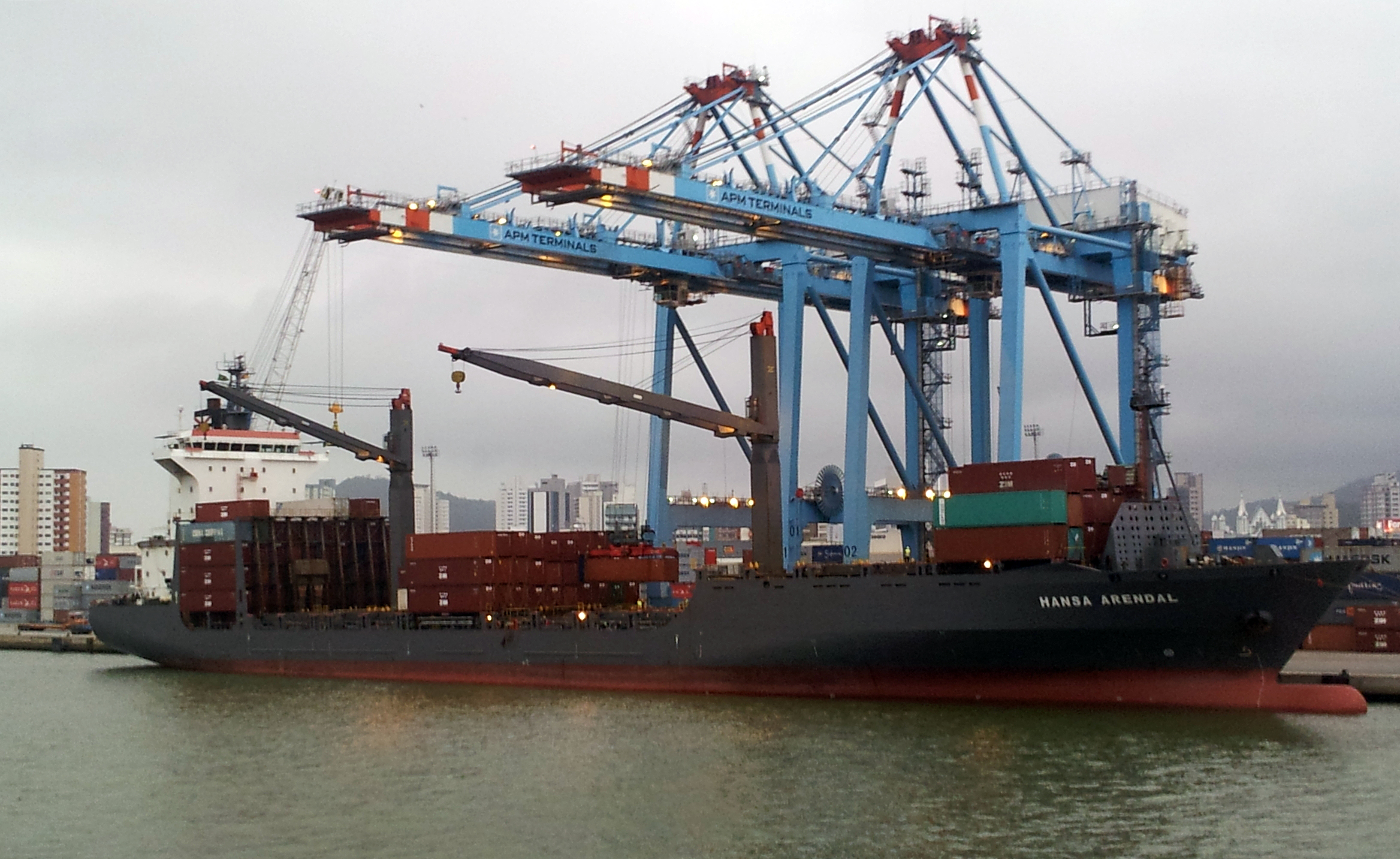
Cargo amarré au port